# Teldenia
Teldenia este un gen de insecte lepidoptere din familia Drepanidae.

## Specii[1]
- Teldenia alba
- Teldenia angustifascia
- Teldenia apata
- Teldenia argeta
- Teldenia aurilinea
- Teldenia cathara
- Teldenia celidographia
- Teldenia desma
- Teldenia fulvilunata
- Teldenia geminata
- Teldenia helena
- Teldenia illunata
- Teldenia inanis
- Teldenia latilinea
- Teldenia melanosticta
- Teldenia moniliata
- Teldenia nigrinotata
- Teldenia nivea
- Teldenia niveata
- Teldenia obsoleta
- Teldenia psara
- Teldenia pura
- Teldenia ruficosta
- Teldenia seriata
- Teldenia sparsata
- Teldenia specca
- Teldenia strigosa
- Teldenia subpura
- Teldenia unistriga
- Teldenia unistrigata
- Teldenia vestigiata